# Iniciativa Briggs
La Proposició 6, més coneguda com la Iniciativa Briggs, és un projecte de llei de Califòrnia sotmès a referèndum el 7 de novembre de 1978. Concebuda pel senador conservador John Briggs després de la victòria de la coalició homòfoba de la cantant Anita Bryant Save Our Children al Comtat de Miami-Dade, tenia com a objectiu prohibir als membres de la comunitat gai del món de l'ensenyament a més d'altres treballs.
La proposició 6 va ser combatuda especialment pel regidor gai de la ciutat de San Francisco , Harvey Milk, que es va convertir en el principal oponent de Briggs. El text també va ser rebutjat per alguns dels conservadors, inclòs l'ex governador republicà Ronald Reagan, que el veia com un projecte de llei lliberticida.
La Iniciativa Briggs va ser finalment rebutjada per 3.969.120 vots (58,4%) contra 2.823.293 (41,6%). Aquesta victòria per a la comunitat LGTB de Califòrnia va suposar el final de l'onada de referèndums locals destinats a abolir els textos que protegien els homosexuals de la discriminació.

## Resultat de la votació
La iniciativa va ser rebutjada el dia 7 de novembre de 1978. Fins i tot va acabar en un fracàs dins del reducte conservador del comtat d'Orange al qual John Briggs, en proposar la iniciativa, hi estava afiliat.

## A la cultura popular
La proposició 6 és la un dels temes centrals del film de 2008 Harvey Milk.
Constitueix també el títol del tercer episodi de la sèrie estatunidenca When We Rise que relata un part de la història relativa a l'emancipació del moviment LGBT.